# Adamita
La adamita o adamina es un mineral constituido por arseniato de zinc de fórmula Zn2AsO4OH. Se encuentra habitualmente en zonas de oxidación o humedad sobre menas de zinc. Habitualmente es de color amarillo, pero se tiñe de verde por inclusiones de cobre.
La olivenita es un arseniato de cobre isoestructural con la adamita, y existen casos de sustitución entre zinc y cobre que permiten describir un mineral intermedio llamado cuproadamita, o el mineral intermedio de la serie zincolivenita (con Cu-Zn en proporción 1:1). La estructura también puede ser substituida por manganeso, cobalto o níquel, y se conoce un mineral análogo, la tarbutita, constituido por fosfato de zinc. 
La adamita recibe su nombre del geólogo francés Gilbert Joseph Adam (1795-1881), quien recogió las primeras muestras en 1866 en Chañarcillo, en el desierto de Atacama, Chile.

## Principales yacimientos

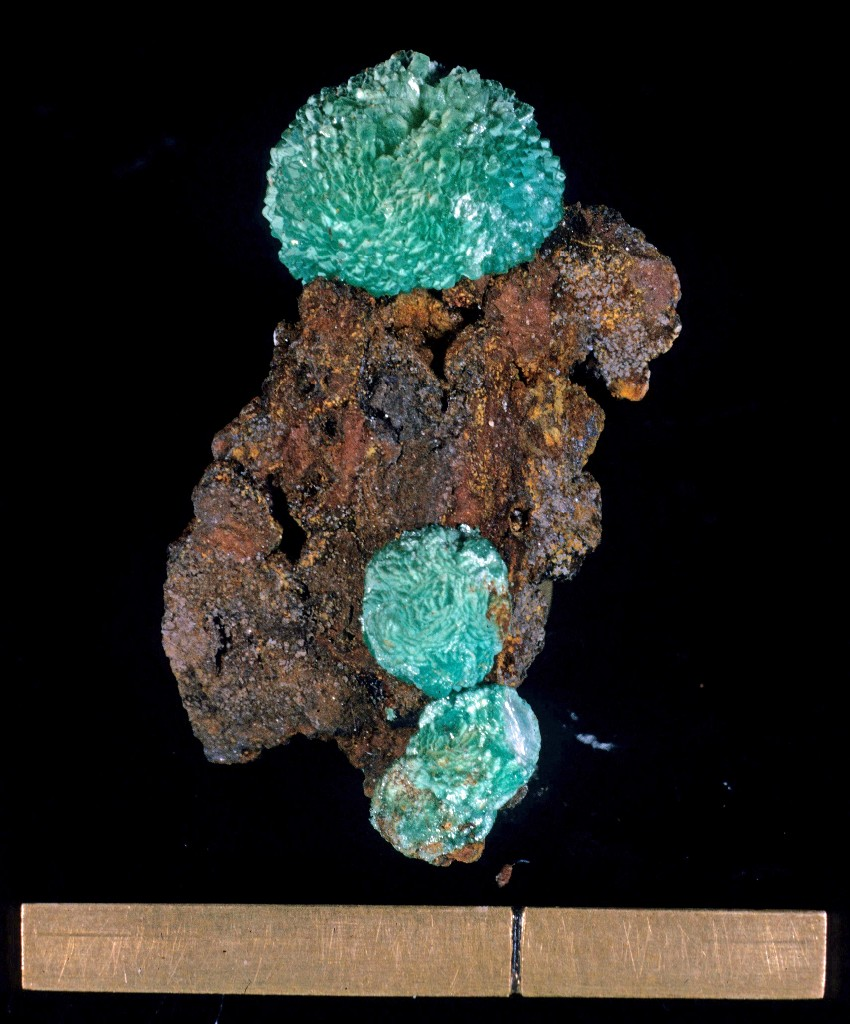
Adamita sobre limonita del distrito de Gold Hill, condado de Tooele, Utah, USA - Escala inferior es aprox. 2.5 cm.

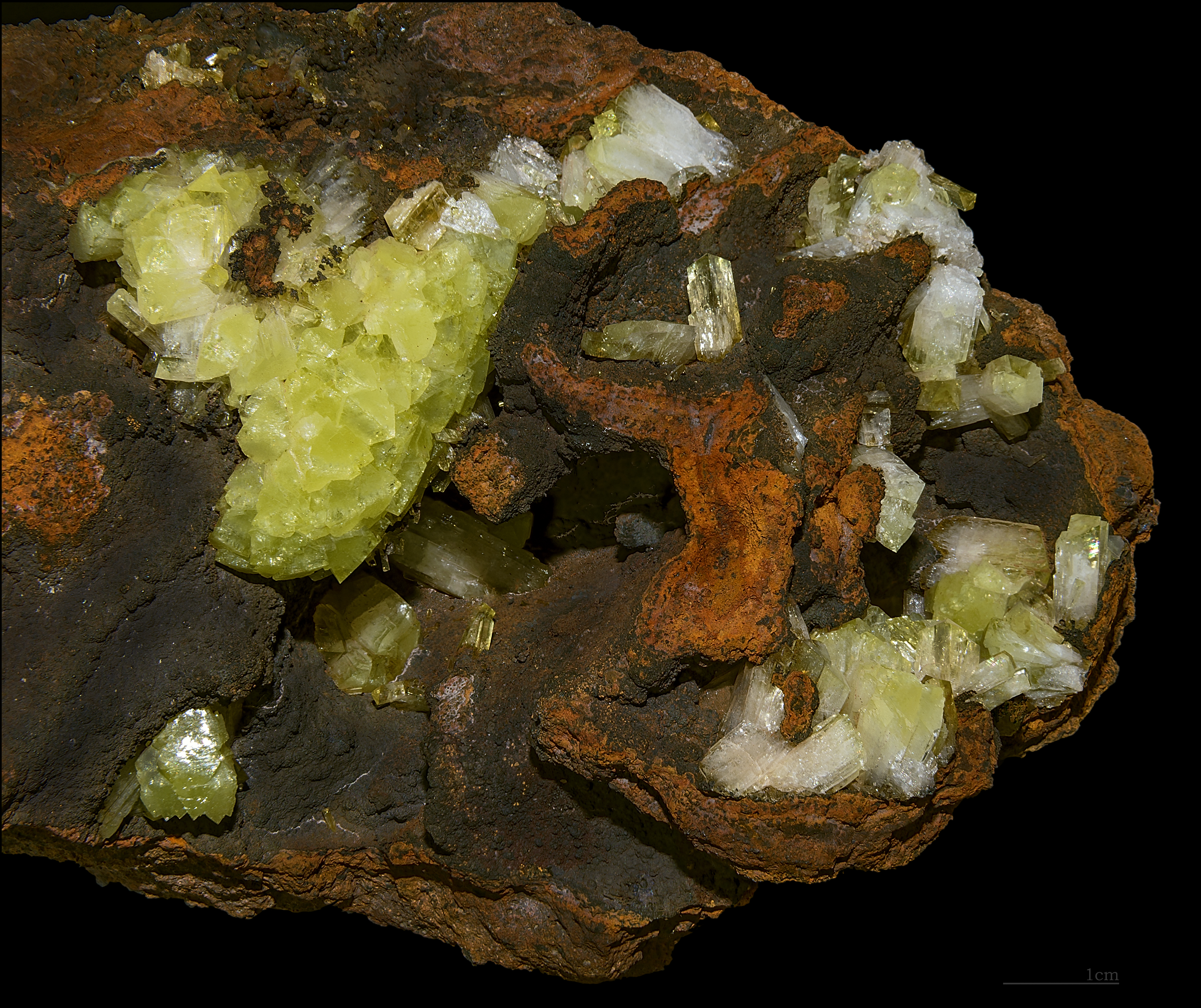
Adamita

- Mina Mapimí, Durango, México.
- Tsumeb, Namibia.
- Cabo de Garona, Francia.
- Islas Laurion, Grecia.
- Desierto de Atacama, Chile.
- Utah, Tintic, Estados Unidos.

## Aplicaciones
La adamita es un mineral sin importancia industrial, pero interesante desde el punto de vista científico y como mineral de colección; se la busca especialmente por la elegancia de sus cristales. 